# (21778) Andrewarren
(21778) Andrewarren (1999 RF225) – planetoida z pasa głównego asteroid okrążająca Słońce w ciągu 3,75 lat w średniej odległości 2,41 j.a. Odkryta 7 września 1999 roku.